# Luleluspen
Luleluspen var en hållplats och lastplats längs Inlandsbanan invid Stora Lulevatten mellan Gällivare och Jokkmokk.
Hållplatsen hade tidigare en föga använd banvaktsstuga, som 1934 byggdes om till ett bostadshus med två rum och kök. I Luleluspen har en turiststuga tillhörande STF funnits.
Cirka 1930 bytte hållplatsen namn till Luspebryggan och 1962 flyttades hållplatsen officiellt 1 km norrut. De båda hållplatserna förefaller dock ha varit i bruk parallellt under perioden 1946–1969.